# الرجل الصعيدي (فلم)
الرجل الصعيدي  فيلم من تأليف وإخراج الإيراني فريد فتح الله منوجهري  عام 1987 الفيلم من بطولة محمود ياسين، فاروق الفيشاوي، آثار الحكيم، شكري سرحان، سعيد عبدالغني، ووحيد سيف. تدور أحداث الفيلم حول عالم الآثار الأمريكي الذي يقود حملة تنقيب عن الآثار بغرض البحث عن كنز قديم خرائطه في حيازة شاب من صعيد مصر. تدور صراعات كثيرة بين الباحثين عن الكنز تصل إلى القتل.
صدر الفيلم إلى دور العرض المصرية في 16 مارس 1987.
منح موقع قاعدة بيانات الأفلام العربية «السينما.كوم» الفيلم درجة 4.1/ 10.

## طاقم التمثيل
محمود ياسين: في دور قدري الحسيني
فاروق الفيشاوي: في دور جو ستانلي (عالم الآثار الأمريكي)
آثار الحكيم: في دور فاطمة (زوجة قدري الحسيني)
شكري سرحان: في دور أبو شنب (الحارس الأخرس)
سعيد عبد الغني: في دور إدواردو (مساعد جو ستانلي)
وحيد سيف: في دور عثمان عبده (عامل في حملة التنقيب عن الآثار)
صلاح رشوان: في دور حسن العراقي
عبد الله محمود: في دور أشرف الأفغاني
نصر حماد: في دور خليل الباكستاني
جين بارت: في دور جوليا (سكرتيرة جو ستانلي)
هاني حسني: في دور عبد العلي الإيراني
حسن توتاله: في دور السائق
بالاشتراك مع: عاطف بركات - مراد موافي - صلاح يحيى - عبد السلام الدهشان - محمد إبراهيم 

## أحداث الفيلم
يذهب جو ستانلي (فاروق الفيشاوي)، عالم الآثار الأمريكي، للبحث عن كنز أثري في صعيد مصر. كان والد جو، وهو عالم مصريات راحل، قد أخبره بوجود خرائط الكنز مع الشيخ الصعيدى علي الحسيني. يصل جو إلى مصر بصحبة مساعده إدوارد (سعيد عبد الغني) وسكرتيرته جوليا (جين بارت) وهو يحمل الأموال الكثيرة. يلتقي جو بعثمان عبده (وحيد سيف) الذي يبحث عن العمل والمال ويعينه ضمن فريق حملته، ويعرف من عثمان أن الشيخ الحسيني قد مات وترك كل شئ لإبنه قدري (محمود ياسين) وأن الخرائط لديه. يعرض عثمان على قدري العمل مع فريق جو ستانلي مقابل مبلغ كبير من المال ولكن قدري يرفض في البداية ثم يلتقي بجو ويوافق على العمل بشرط حصوله على نسبة 40% من قيمة الكنز. يوافق جو ستانلي مما يجعل قدري يشك في الأمر، كيف يعمل جو متطوعا من أجل العلم ويدفع كل هذه المبالغ؟ ولكي يأمن قدري من جو، إذا أراد الغدر به، قام بإعداد الخرائط وبها بعض الغموض. يحاول جو ومجموعته الاستيلاء على الخرائط من قدري ولكنهم يفشلوا. يستعين جو ومساعده إدوارد بمجموعة عمال من جنسيات ومذاهب إسلامية مختلفة: حسن العراقي (صلاح رشوان)، أشرف الأفغاني (عبد الله محمود)، خليل الباكستاني (نصر حماد)، عبد العلي الإيراني (هاني حسني) وأحمد اليمني. يقوم رجال أمن جو بخطف فاطمة (آثار الحكيم)، زوجة قدري في محاولة لإجباره على العودة لجانبهم، كما قام الحارس المصري الأخرس أبوشنب (شكري سرحان) بحراسة فاطمة، ولكنه أيضا وضع علامات بالطريق ليعرف قدري مكان زوجته، ولما علم جو بذلك قام بحبسه مع فاطمة. يتمكن قدري من إنقاذ زوجته وأيضا أبو شنب ويقرر التعاون مرة أخرى مع جو. ينصح إدوارد رئيسه جو بأن يفرق بين العمال حتى لا يتحدوا ضده وذلك بأن يمنح مالا وسلطه لعبد العلي الإيراني ويعينه نائباً له على العمال، كما فعل نفس الشئ مع أحمد اليمني وأعطاه مالا وعينه مشرفا على العمال مما أدى إلى الفرقة والنزاع وتسبب ذلك في مصرعهم جميعا. اتفق قدري مع جو على أن يحصل على الكنز بنسبة 100٪ ثم يعطي لجو مبلغ بسيط. يوافق جو حيث أنه ينوي الشر بقدري وقام بتعيين مجموعة من الرجال المسلحين وفي نفس الوقت قام أبو شنب وفاطمة بالاستعانة ببعض الصعايده لمقاومة جو. ينتصر مجموعة أبو شنب على مجموعة جو ويقتلوهم ويتمكن قدري من الحصول على الكنز والهروب به مع فاطمة بينما يقتل عثمان ويصاب أبو شنب ويقتل إدوارد ويتمكن جو من إطلاق النار على فاطمة فيقتلها ولكن قدري يتمكن من قتله ويذهب بالكنز إلى السلطات ويسلمهم إياه.

## نقد وتعليقات
صدر كتاب «شاى بالنعناع» للكاتب أحمد خالد توفيق عام 2012 وهو عبارة عن مجموعة مقالات كانت واحدة منهم عن الناقد السينمائي «سامي السلاموني» الذي تحدث عن فيلم «الرجل الصعيدي» ومخرجه الإيراني «فريد فتح الله منوجهري» حيث كتب: "معارك سامي السلاموني الصحفية تستحق كتاباً كاملاً، خاصة مع مخرج إيراني غامض كاد يصبح ظاهرة سينمائية لفترة، هو «فريد فتح الله منوجهري» الذي قدم فيلمين في غاية الرداءة لكنهما نالا تسهيلات تصوير وإنتاج غير عادية في مصر. بالطبع اتهمه المخرج الإيراني بأنه شيوعي، واتهمه بأنه يشاهد الأفلام وهو نائم.. رد السلاموني بأن منوجهري يخرج الأفلام وهو نائم."

## وصلات خارجية
- مقالات تستعمل روابط فنية بلا صلة مع ويكي بيانات
- الرجل الصعيدي على موقع الدهليز
- الرجل الصعيدي على موقع كاروهات

https://letterboxd.com/film/saidi-man/ الرجل الصعيدي
https://www.themoviedb.org/movie/747601 الرجل الصعيدي